# Lapja
Lapja (en serbe cyrillique : Лапја) est un village de Bosnie-Herzégovine. Il est situé sur le territoire de la ville de Trebinje et dans la république serbe de Bosnie. Selon les premiers résultats du recensement bosnien de 2013, il compte 207 habitants.

## Géographie
Le village est entouré par les localités suivantes :
| Orašje Površ | Volujac        | Bihovo   |
| Ljekova      | Lapja          | Zgonjevo |
|              | Poljice Čičevo |          |

## Démographie

### Évolution historique de la population dans la localité
| 1948 | 1953 | 1961 | 1971 | 1981 | 1991 | 2013 |
| ---- | ---- | ---- | ---- | ---- | ---- | ---- |
| -    | -    | 65   | 50   | 34   | 34   | 207  |

|  |

### Répartition de la population par nationalités (1991)
En 1991, les 34 habitants du village étaient tous serbes.